# تومبسون

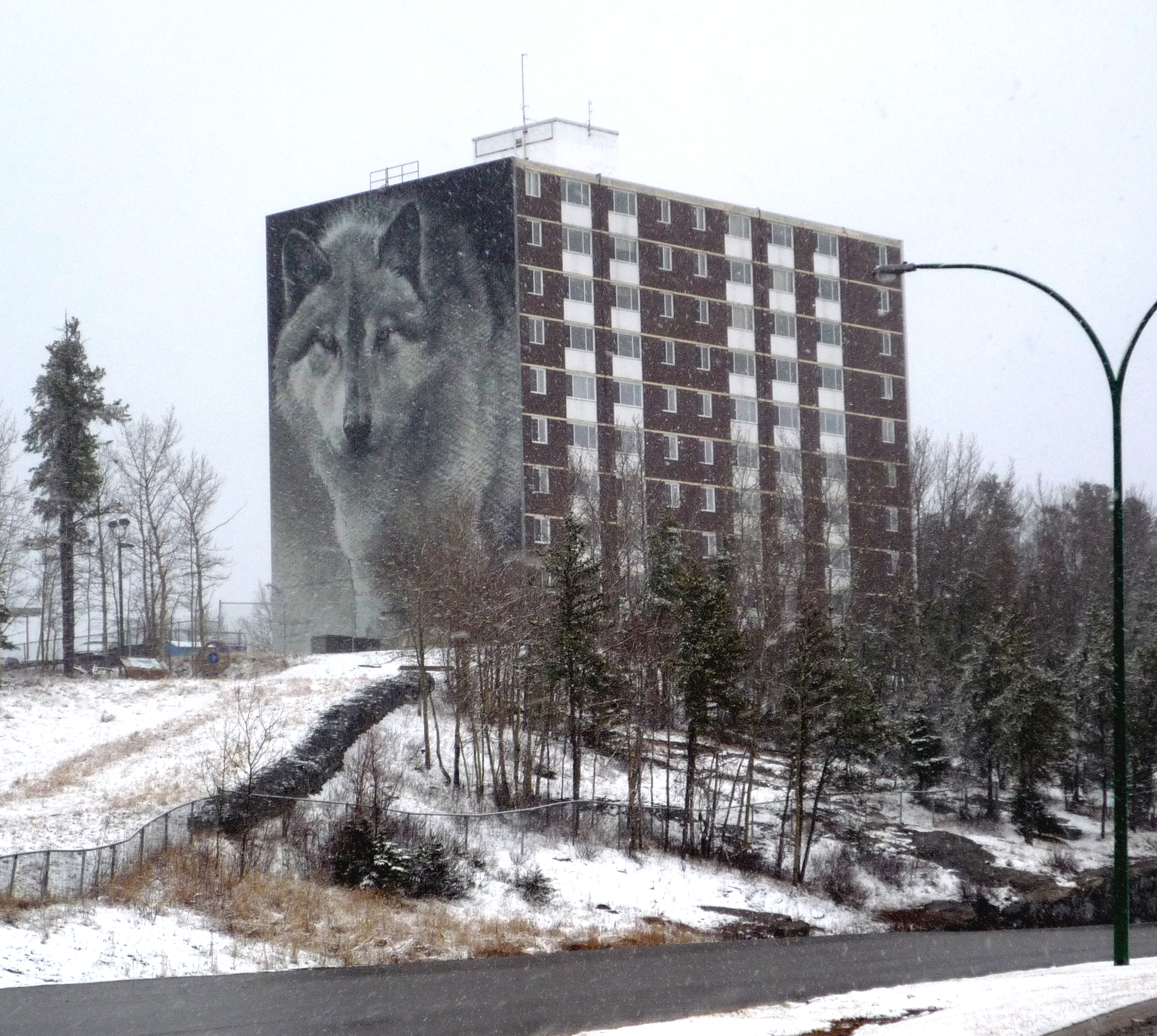

تومبسون (بالإنجليزية: Thompson)‏ هي مدينة في شمال مانيتوبا. وتسمى «محور الشمال» وهي بمثابة مركز تجاري إقليمي وخدمي في مانيتوبا الشمالية. تقع تومبسون على بعد 830 كلم (520 ميل) شمال حدود كندا - الولايات المتحدة، 739 كم (459 ميل) إلى الشمال من عاصمة المقاطعة وينيبيغ، ونحو 396 كلم (246 ميل) شمال شرق فلين فلون. يبلغ عدد سكانها 12,829 نسمة، وتشكل أيضا مركزا تجاريا لنحو 36,000 - 65,000 ساكنا إضافيا في مانيتوبا. على هذا النحو، فهي تمتلك كل الخدمات والمرافق المتوقع وجودها في المناطق الحضرية الأكبر.

## المناخ
يظهر الجدول التالي التغييرات المناخية على مدار السنة لتومبسون:
| البيانات المناخية لـتومبسون        | البيانات المناخية لـتومبسون | البيانات المناخية لـتومبسون | البيانات المناخية لـتومبسون | البيانات المناخية لـتومبسون | البيانات المناخية لـتومبسون | البيانات المناخية لـتومبسون | البيانات المناخية لـتومبسون | البيانات المناخية لـتومبسون | البيانات المناخية لـتومبسون | البيانات المناخية لـتومبسون | البيانات المناخية لـتومبسون | البيانات المناخية لـتومبسون | البيانات المناخية لـتومبسون |
| الشهر                              | يناير                       | فبراير                      | مارس                        | أبريل                       | مايو                        | يونيو                       | يوليو                       | أغسطس                       | سبتمبر                      | أكتوبر                      | نوفمبر                      | ديسمبر                      | المعدل السنوي               |
| ---------------------------------- | --------------------------- | --------------------------- | --------------------------- | --------------------------- | --------------------------- | --------------------------- | --------------------------- | --------------------------- | --------------------------- | --------------------------- | --------------------------- | --------------------------- | --------------------------- |
| الدرجة القصوى °م (°ف)              | 8.1 (46.6)                  | 8.2 (46.8)                  | 15.9 (60.6)                 | 29.4 (84.9)                 | 32.6 (90.7)                 | 37.4 (99.3)                 | 35.9 (96.6)                 | 34.6 (94.3)                 | 32.2 (90.0)                 | 24.6 (76.3)                 | 13.4 (56.1)                 | 5.0 (41.0)                  | 37.4 (99.3)                 |
| متوسط درجة الحرارة الكبرى °م (°ف)  | −18.3 (−0.9)                | −13.5 (7.7)                 | −5 (23)                     | 4.8 (40.6)                  | 13.1 (55.6)                 | 19.8 (67.6)                 | 23.1 (73.6)                 | 21.4 (70.5)                 | 13.6 (56.5)                 | 4.4 (39.9)                  | −7.3 (18.9)                 | −15.7 (3.7)                 | 3.4 (38.1)                  |
| المتوسط اليومي °م (°ف)             | −23.9 (−11.0)               | −20.1 (−4.2)                | −12.5 (9.5)                 | −2.2 (28.0)                 | 6.1 (43.0)                  | 12.6 (54.7)                 | 16.2 (61.2)                 | 14.5 (58.1)                 | 7.8 (46.0)                  | 0.1 (32.2)                  | −12 (10)                    | −20.9 (−5.6)                | −2.9 (26.8)                 |
| متوسط درجة الحرارة الصغرى °م (°ف)  | −29.3 (−20.7)               | −26.5 (−15.7)               | −19.9 (−3.8)                | −9.1 (15.6)                 | −0.8 (30.6)                 | 5.4 (41.7)                  | 9.1 (48.4)                  | 7.6 (45.7)                  | 1.9 (35.4)                  | −4.3 (24.3)                 | −16.6 (2.1)                 | −26.2 (−15.2)               | −9.1 (15.6)                 |
| أدنى درجة حرارة °م (°ف)            | −48.9 (−56.0)               | −47.8 (−54.0)               | −48.3 (−54.9)               | −34.4 (−29.9)               | −18.3 (−0.9)                | −5.6 (21.9)                 | −1.1 (30.0)                 | −3.5 (25.7)                 | −11.1 (12.0)                | −27.1 (−16.8)               | −41.2 (−42.2)               | −47.6 (−53.7)               | −48.9 (−56.0)               |
| الهطول مم (إنش)                    | 19.5 (0.77)                 | 16.5 (0.65)                 | 22.5 (0.89)                 | 29.0 (1.14)                 | 47.4 (1.87)                 | 67.8 (2.67)                 | 80.9 (3.19)                 | 70.7 (2.78)                 | 62.1 (2.44)                 | 37.1 (1.46)                 | 32.9 (1.30)                 | 22.8 (0.90)                 | 509.2 (20.05)               |
| معدل هطول الأمطار مم (إنش)         | 0.1 (0.00)                  | 0.3 (0.01)                  | 1.0 (0.04)                  | 6.7 (0.26)                  | 36.9 (1.45)                 | 66.6 (2.62)                 | 80.9 (3.19)                 | 70.7 (2.78)                 | 59.2 (2.33)                 | 16.6 (0.65)                 | 1.1 (0.04)                  | 0.1 (0.00)                  | 340.2 (13.39)               |
| متوسط تساقط الثلوج سم (إنش)        | 22.7 (8.9)                  | 18.9 (7.4)                  | 23.4 (9.2)                  | 23.0 (9.1)                  | 11.2 (4.4)                  | 1.1 (0.4)                   | 0.0 (0.0)                   | 0.0 (0.0)                   | 3.0 (1.2)                   | 21.4 (8.4)                  | 35.4 (13.9)                 | 27.0 (10.6)                 | 187.0 (73.6)                |
| متوسط أيام هطول الأمطار (≥ 0.2 mm) | 12.2                        | 11.1                        | 9.6                         | 8.0                         | 11.0                        | 11.6                        | 14.0                        | 13.7                        | 14.4                        | 12.3                        | 13.3                        | 13.0                        | 144.3                       |
| متوسط الأيام الممطرة (≥ 0.2 mm)    | 0.26                        | 0.38                        | 1.0                         | 3.0                         | 9.0                         | 11.6                        | 14.0                        | 13.7                        | 13.8                        | 6.5                         | 1.2                         | 0.48                        | 74.9                        |
| متوسط الأيام المثلجة (≥ 0.2 cm)    | 12.4                        | 11.2                        | 9.4                         | 6.1                         | 3.3                         | 0.56                        | 0.0                         | 0.0                         | 1.1                         | 7.7                         | 13.0                        | 12.9                        | 77.7                        |
| ساعات سطوع الشمس الشهرية           | 96.6                        | 120.6                       | 172.3                       | 224.9                       | 258.6                       | 268.8                       | 278.4                       | 253.3                       | 144.2                       | 92.5                        | 63.5                        | 66.6                        | 2٬040٫3                     |
| نسبة وصول أشعة الشمس               | 40.4                        | 44.7                        | 47.1                        | 53.0                        | 51.3                        | 51.4                        | 53.1                        | 54.3                        | 37.6                        | 28.5                        | 25.4                        | 30.2                        | 43.1                        |
| المصدر: Environment Canada         |                             |                             |                             |                             |                             |                             |                             |                             |                             |                             |                             |                             |                             |

## أعلام
- جنيفر سوندرز
- جيم كولينز
- غرانت هارفي
- كاميرون مان
- ديانا سوين